# Banharn Silpa-archa
Banharn Silpa-archa (19 tháng 8 năm 1932 – 23 tháng 4 năm 2016) là một nhà chính trị Thái Lan thuộc đảng Chart Thai. Ông là thủ tướng Thái Lan giai đoạn 1995 – 1996.
Banharn làm giàu từ ngành kinh doanh xây dựng trước khi trở thành dân biểu Quốc hội đại diện cho tỉnh mình, tỉnh Suphanburi. Ông đã đảm nhiệm nhiều chức vụ trong nội các trong nhiều chính phủ. Năm 1994, ông trở thành lãnh đạo đảng Chart Thái. Năm 2008, đảng này giải thể bởi Tòa án hiến pháp và Banharn bị cấm hoạt động chính trị trong năm năm.

## Tiểu sử
Banharn sinh ngày 19 tháng 8 năm 1932 ở Suphanburi trong một gia đình thương gia người Hoa. Tên tiếng Trung của ông là Mã Đức Tường (tiếng Trung: 馬德祥). Ông đã kết hôn Khunying Jamsai Silpa-archa và họ có ba con.